# Johan Ferlin
Johan Ferlin, född Johannes Andersson 1 februari 1813 på Solbacken i Färgelanda socken, död 17 juli 1892, var en svensk präst verksam i Dalsland, främst som kyrkoherde i Färgelanda församling och kontraktsprost i Västra Dals kontrakt. Han var representant för den västsvenska gammalkyrkliga traditionen och kom att påverkas av den schartauanska väckelsen. Han är också känd för att vara farfar till diktaren Nils Ferlin genom sin son Johan Albert Ferlin som var redaktör för tidningen Bergslagen i Filipstad.

## Biografi
Ferlin föddes 1813 på gården Solbacken i Färgelanda socken som son till klockaren Anders Jönsson Dahlgren och Karolina Svanman. Familjen flyttade senare till Dammen, nära Hillingsäters kvarn. Kallelsen till prästämbetet väcktes tidigt, efter att han som tolvåring lyssnat till Hans Peter Wickelgren i Krokstads kyrka – en predikan som enligt Ferlin själv gjorde djupt intryck.
Wickelgren (1797–1828) hade själv påverkats av Henric Schartau under sin studietid vid Lunds universitet, och brevväxling mellan de två finns bevarad. Denna schartauanska påverkan skulle indirekt sätta prägel även på Ferlins framtida verksamhet.
Ferlin tillbringade ett år, 1831, vid Vänersborgs trivialskola. Under denna tid hade han även kontakt med Färgelandas kyrkoherde Johan Hammarin, som troligen stöttade honom i både studier och kallelsetankar.
Våren 1841 inledde han sina studier vid Uppsala universitet. Enligt bevarade almanackor deltog han i mycket begränsad omfattning i studentlivets kulturella aktiviteter, med undantag för en konsert av violinisten Ole Bull 1843. Under studietiden antog han, enligt dåtida prästsed, namnet Ferlin efter hemorten och dåtida stavningen Fergelanda.

## Prästgärning
Den 14 december 1845 prästvigdes Ferlin för Karlstads stift. Han verkade som pastorsadjunkt i bland annat Steneby, Högsäter, Sillerud och Gesäter. År 1864 avlade han pastoralexamen i Karlstad och tilldelades senare samma år kyrkoherdetjänsten efter Gustaf Eberhard Grund. Han tillträdde som kyrkoherde i Färgelanda 1867.
Anders Piltz beskriver Ferlin som "en man med lika stor begåvning som arbetsförmåga, sträv, seg, stridbar, envis och kinkig med detaljerna." Förutom sitt prästämbete var han engagerad i en rad samhällsfrämjande föreningar och verksamheter, däribland hushållningssällskapet, fornminnesföreningen och slöjdföreningen. Han var även kontraktsprost och preses vid prästmöten.
Ferlin visade intresse för musik (han spelade fiol), jakt, fiske, trädgårdsskötsel och biskötsel. Han var händig och tyckte om att reparera klockor.

## Färgelanda kyrka
Som kyrkoherde tog Ferlin initiativ till att riva den gamla medeltida kyrkan i Färgelanda och ersätta den med en ny och rymligare kyrkobyggnad i nyklassicistisk stil. Arbetet leddes av byggmästaren Anders Pettersson från Värsås, med en ritning inspirerad av Herrljunga kyrka. Flera personer hade varit inblandade i det tidiga planeringsarbetet, bland dem komminister Carl Ludvig Grund och kyrkvärden Johannes Mårtensson. Den nya kyrkan stod helt klar 1871 och invigdes 20 juli 1873 av biskop Claes Herman Rundgren.

## Inflytande och anekdoter
Ferlin förblev präglad av Wickelgrens schartauanska påverkan, och enligt uppgift fortsatte denna fromhetstradition att ha visst inflytande i kommunen även efter hans tid. Långa predikningar uppskattades av de mest trogna församlingsborna, och det sägs att Ferlin efterhand lyckades skapa ett “ordentligt och kyrkligt Färgelanda”.
En anekdot berättar om hur man i hans hem fann en kortlek gömd i en ask märkt "KH Grunds Bibel", vilket väckt viss munterhet med tanke på schartauanismens generellt stränga syn på nöjen som kortspel.

## Familj
Johan Ferlin gifte sig den 24 oktober 1855 med Sofia Söderqvist (1826–1909). Paret fick åtta barn, 
- Karolina Maria (1857–)
- Johanna Elisabet (1859–)
- Anna Sofia (1860–)
- Anders Gustav (1862–)
- Johan Albert (1863–1909) (far till klarabohemen Nils Ferlin)
- Hulda Maria (1867–)
- Klara Helena (1869–)
- Hanna Augusta (1870–1947)